# Galium valentinum
Galium valentinum là một loài thực vật có hoa trong họ Thiến thảo. Loài này được Lange mô tả khoa học đầu tiên năm 1881.